# Chail de Bois Bellot
Le Chail de Bois Bellot, appelé aussi Chail de Babelot, est un mégalithe situé à Aumagne dans le département de la Charente-Maritime en France.

## Description
Le mégalithe est de type indéterminé mais il pourrait s'agir des vestiges d'un dolmen dont il aurait été la table de couverture ou un des orthostates. Il se présente comme un bloc de grès de 2 m de long pour une largeur qui varie entre 0,9 m et 1,10 m. En 1912, Arthur Cousset remarqua plusieurs traces de polissage sur la face du bloc orientée au sud-ouest.

## Folklore
Selon une légende, l'édifice serait une pierre perdue par la fée Mélusine alors qu'elle construisait le Fanal de Villepouge. Condamnée à le construire en une nuit, elle lâcha le bloc en entendant le chant du coq qui annonçait le lever du jour.